# Apollo Faye
Serigne Cheikhloun „Apollo“ Faye (* 11. Dezember 1951 in Dakar) ist ein ehemaliger senegalesisch-französischer Basketballspieler.

## Laufbahn
Faye wuchs in Dakar auf, während seines Wehrdienstes bei der senegalesischen Armee begann er beim Armeesportverein Association Sportive des Forces Armées du Sénégal mit dem Basketball. Den Spitznamen Apollo erhielt er aufgrund seiner Sprungkraft und der Fähigkeit, aus dem Stand „abzuheben“, in Anlehnung an die Raketen des Apollo-Programms der NASA. Der 2,08 Meter große Innenspieler wurde Mitglied der Mannschaft Dial-Diop de Dakar. Ein französischer Trainer empfahl ihm, nach Frankreich zu wechseln. Faye folgte diesem Ratschlag und spielte dort zunächst unterklassig in Cabourg.
Von 1978 bis 1985 spielte Faye in der höchsten französischen Liga für CSP Limoges: 1983, 1984 und 1985 gewann er mit Limoges die französische Meisterschaft, 1982, 1983 und 1985 den Pokalwettbewerb sowie 1982 und 1983 den Europapokal Korać-Cup. In der Saison 1978/79 war er mit 28,5 Punkten je Begegnung bester Korbschütze der französischen Liga. Faye war Publikumsliebling beim CSP, er wurde als „Sockel“ der erfolgreichen Mannschaft Limoges’ in den 1980er Jahren bezeichnet, der alle Voraussetzungen gehabt habe, auch in der nordamerikanischen NBA zu spielen.
1985 verließ er Limoges und wechselte nach Montpellier. Er stieg mit der Mannschaft im Frühjahr 1988 in die erste Liga auf, in der er mit Montpellier bis 1991 spielte.

### Nationalmannschaft
Mit Frankreichs Nationalmannschaft nahm er an den Europameisterschaften 1979 und 1983 teil. Bei der EM 1979 war Faye mit 11,6 Punkten je Begegnung viertbester Korbschütze seiner Mannschaft. Er bestritt insgesamt 80 Länderspiele für Frankreich.